# Drosophila charmadensis
Drosophila charmadensis är en tvåvingeart som beskrevs av Maragowdanahalli Hombegowda Mari Gowda och Krishnamurthy 1972. Drosophila charmadensis ingår i släktet Drosophila och familjen daggflugor.
Artens utbredningsområde är Indien.